# The Adventures of Sam and Max: Freelance Police
The Adventures of Sam and Max: Freelance Police est une série d'animation américano-canadienne en 22 épisodes de 10-12 minutes et 2 épisodes de 20 minutes, créée par Steve Purcell (créateur des personnages de Sam and Max ainsi que du comic original) et diffusée entre le 4 octobre 1997 et le 25 avril 1998 sur Fox Kids et au Canada sur YTV.
En France, cette série a été diffusée en septembre 1998 sur Canal J puis à partir du 15 avril 1999 sur France 3 dans Les Minikeums et au Québec, à partir de septembre 1999 sur Télétoon.

## Synopsis
Les personnages principaux sont un duo de détectives privés basé à New York.
L'intrigue de base de la série est toujours sensiblement identique : Sam and Max, la police freelance reçoit un appel téléphonique d'un mystérieux commissaire qui leur assigne une mission mystérieuse (ce principe a été repris dans les jeux vidéo Sam and Max Hit the Road et Sam and Max : Sauvez le monde). Les missions assignées peuvent les envoyer dans des lieux aussi exotiques que la Lune, le Mont Olympe ou le Centre de la Terre...

## Personnages principaux
- Sam : c'est un chien se tenant debout, habillé comme un détective privé. Il ne quitte jamais son chapeau porte sur lui un revolver surdimensionné. Sous son apparence calme et posé, il est quand même souvent d'accord avec Max pour recourir à la violence quand cela lui semble nécessaire. Il est doublé par Harvey Atkin.
- Max : c'est un lapin tout blanc qui, malgré son apparence mignonne, est victime de nombreux désordres psychiatriques. Max a notamment une solution simple à tous les problèmes : la violence. Il est doublé par Robert Tinkler.
- Le Commissaire (The Commissioner) : il est le mystérieux agent et l'unique lien de Sam et Max auprès d'une éventuelle institution officiel du gouvernement. Il est doublé par Dan Hennessey.
- Fanfreluche (Darla « La Geek » Gugenheek) : c'est une adolescente surdouée qui joue le rôle de scientifique et d'experte technique de Sam et Max. Elle leur fournit souvent des gadgets et autres inventions pour les aider dans leurs missions. C'est le seul personnage principal qui n'apparaît pas dans le comic original. Elle est doublée par Tracey Moore.

## Voix françaises
- Patrick Guillemin : Sam
- Vincent Ropion : Max
- Martine Reigner : Fanfreluche
- Mario Santini, Patrick Borg, Jean-Claude Montalban, Philippe Peythieu : voix additionnelles

## Épisodes
1. La créature du frigo (The Thing That Wouldn't Stop It)
2. Lactose le répugnant / Pygmées pimentés (The Second Show Ever / Max's Big Day)
3. Sale temps sur la lune / Rocky poiscaille (Bad Day on the Moon / They Came from Down There)
4. L'ami sincère / Quand les dieux s'emmêlent (The Friend for Life / Dysfunction of the Gods)
5. Grabuge au centre de la Terre / Sur la piste du temps (Big Trouble at the Earth's Core / A Glitch in Time)
6. Johnny, fais-moi peur / Le crépuscule des héros (That Darn Gator / We Drop at Dawn)
7. Un noël d'enfer / L'heure du clown (Christmas Bloody Christmas / It's Dangly Deever Time)
8. Bobo Robot / L'affaire Mac Guffin (Aaiiieee Robot / The Glazed McGuffin Affair)
9. Attention à la queue du lapin / Le garçon paranormal (The Tell Tale Tail / The Trouble with Gary)
10. Un cœur pour deux / Les envahisseurs (Tonight We Love / The Invaders)
11. L'abominable Larvo / Chez les Big Foot (Kiss Kiss, Bang Bang / Little Bigfoot)
12. Panique dans le ciel / Halte aux envahisseurs (Fools Die on Friday / Sam & Max vs. the Uglions)
13. La dernière aventure (The Final Episode)

## Commentaires

### Diffusion sur le Web
Le portail GameTap diffuse gratuitement en streaming sur son site et via son logiciel de téléchargement les épisodes de la série.